# ミゲル・ナバロ・カニサレス

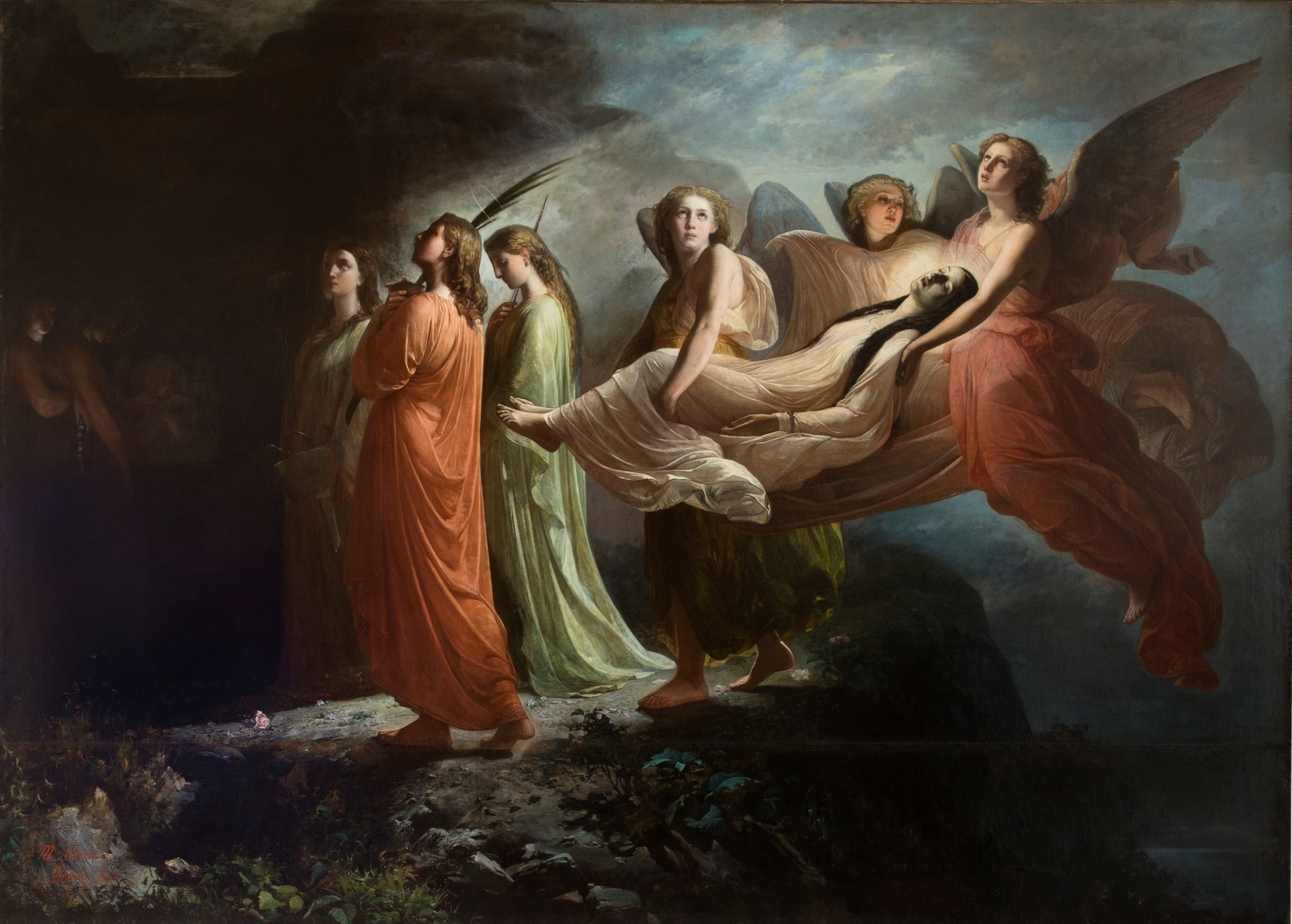
天使に運ばれるアレクサンドリアの聖カタリナ 、(1866) 、 プラド美術館

ミゲル・ナバロ・カニサレス（Miguel Navarro Cañizares、1834年 - 1913年10月23日）は、スペイン生まれの画家である。スペインで絵画を学んだ後、ヴェネズエラやブラジルで働いた。

## 略歴
スペインのバレンシアの籠造り職人の息子に生まれた。バレンシアの王立サンカルロス美術アカデミー(Real Academia de Bellas Artes de San Carlos)で学んだ後、マドリードに移り、王立サン・フェルナンド美術アカデミーで学び、フェデリコ・デ・マドラーソの指導を受けた 。
数年間、スペイン全国美術展に参加し、金メダルも受賞した 。1864年に奨学金を得てローマに留学した。ローマで1869年から開かれた第1バチカン公会議に参加していたベネズエラのカラカスの大司教と知り合い、カラカス大聖堂の壁画を描かせる目的で、ベネズエラに招かれた。1872年からベネズエラに滞在し、カラカス大聖堂の仕事は実現しなかったが、連邦議会宮殿の上院議事堂に飾られた大作の歴史画を描き、カラカスの美術学校でベネズエラの画家たちを教えた。
1876年ベネズエラでの後援者が政治亡命したことで、カラカスの美術学校の教職を辞して、家族とブラジルに移ることに決めた。その頃、首都のリオデジャネイロは伝染病が流行していため、ブラジル北東部のサルヴァドールに滞在し、サルヴァドールの美術工芸学校の「Escola de Artes e Ofícios da Bahia」の教師の仕事に就くが、校長と意見が対立し解雇された後、後援者や州の支援を受け、友人たちと新しい美術学校を創設し校長になった。
サルヴァドールでは美術品の需要が少なく十分な収入を得ることができなかったため、5年後にリオデジャネイロに移り、主に肖像画家として働いた。1913年に亡くなるまでリオデジャネイロで働いた。

## 作品

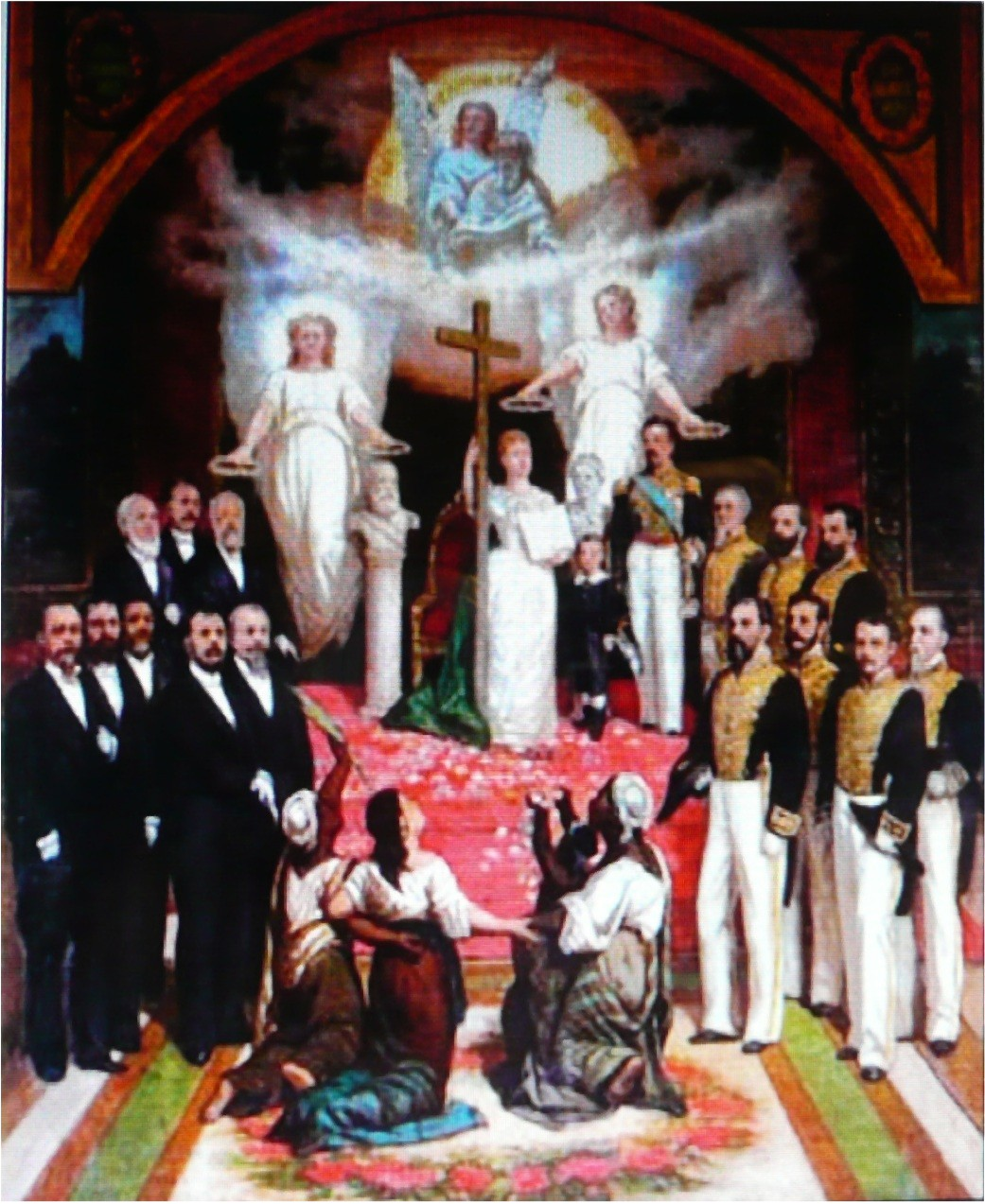
「Lei Áurea」(1888) 」バイーア連邦大学
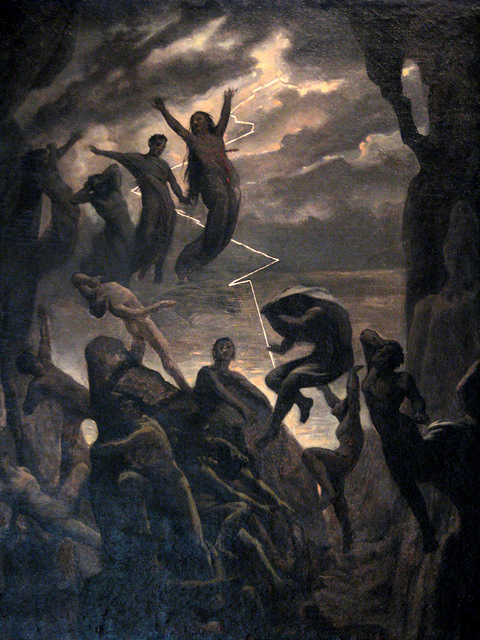
「 O Remorso」(1887) サンパウロ州立美術館
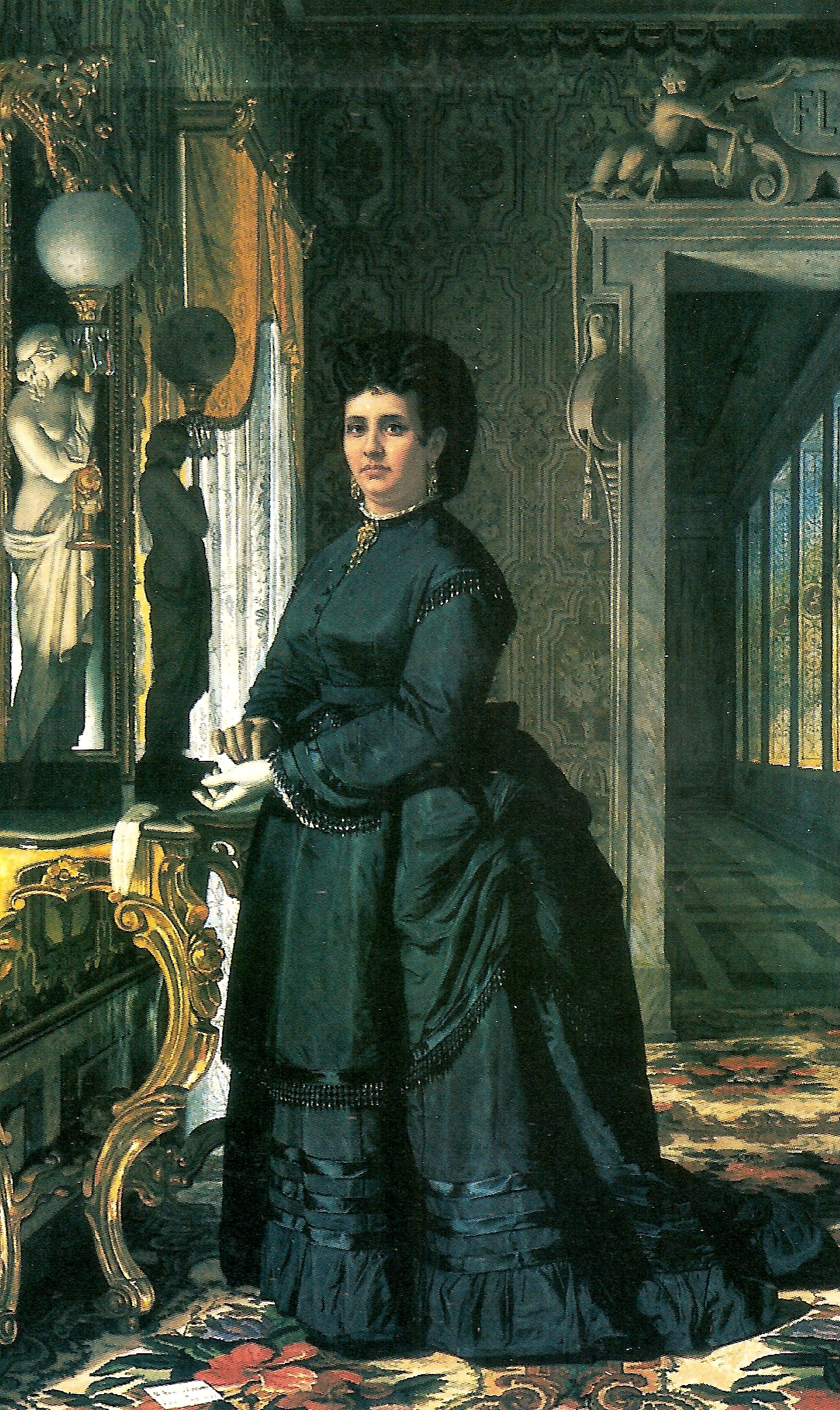
ベネズエラの大統領夫人の肖像画 (1873)
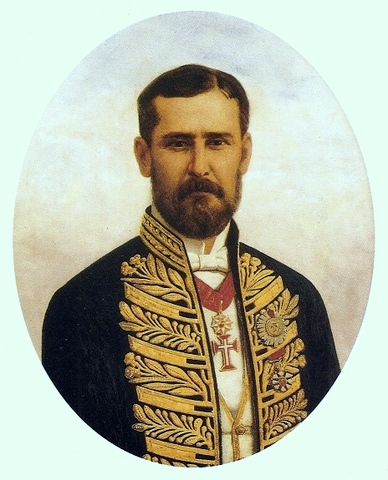
Antônio de Araújo Aragão Bulcão（バイーア州知事）の肖像画 (1881) Bahia Museum of Art